# 善光寺 (文京区)
善光寺（ぜんこうじ）は、東京都文京区にある浄土宗の寺院。

## 歴史
1602年（慶長7年）に開山された。徳川家康の生母於大の方を伝通院に葬るとともに、彼女の念持仏を安置する寺を別途設けた。これが当寺の起源である。
元々は伝通院の塔頭であり「縁受院」という名称であったが、明治になり伝通院から独立した寺院になるとともに、長野県の善光寺との関係を深め、1884年（明治17年）に「善光寺」と改称した。

## 寺宝等
- 阿弥陀如来像（本尊）
- 釈迦如来涅槃像
- 地蔵菩薩立像
- 善光寺三卿坐像
- 法然上人坐像
- 聖徳太子立像
- 信州善光寺縁起掛軸

## 墓所
- 鶴峯戊申（国学者）
- 中島玄覚（医師）

## 交通アクセス
- 春日駅A5出口より徒歩6分（経路案内）。